# 1/5 guldena gdańskiego 1809
1/5 guldena gdańskiego 1809 – próbna moneta o wartości 6 groszy (szóstak) bita dla Wolnego Miasta Gdańska okresu epoki napoleońskiej z umieszczoną datą 1809.
Istnieje także próbny szóstak gdański 1808 (1/5 guldena) o lekko zmienionych wzorach awersu i rewersu.

## Awers
Na tej stronie umieszczono tarczę z herbem Gdańska podtrzymywaną przez dwa lwy odwrócone w stronę rantu, na dole data – 1809, u góry nad tarczą skrzyżowane gałązki palmy i wawrzynu.

## Rewers
W centralnej części napis:

5
EINEN
DANZIGER
GULDEN

pod nim skrzyżowane gałązki, poniżej litera M – od pierwszej litery nazwiska kierownika mennicy Johanna Ludwiga Meyera.

## Opis
Moneta była bita w srebrze, na krążku o średnicy 23 mm i masie 2,56 grama, z rantem gładkim.
Stopień rzadkości to  R8 (2–3 sztuk).